# Ruri Hoshino
Ruri Hoshino (星野 ルリ?, Hoshino Ruri) è un personaggio immaginario della serie manga e anime Mobile Battleship Nadesico creata da Kia Asamiya.

## Il personaggio
La dodicenne Ruri è il membro più giovane dell'equipaggio di Mobile Battleship Nadesico, l'astronave spaziale intorno alla quale ruota l'intera serie. Ciò nonostante, Ruri è spesso ritratta come la più intelligente fra tutti i personaggi della serie, ed è considerata in qualche modo una specie di "bambino prodigio". Ruri è spesso mostrata come sprezzante di fronte alle buffonate dei suoi colleghi che di solito apostrofa con l'uso della sua frase tormentone "Sono tutti scemi" (バカばっか?, Baka bakka).
Ruri Hoshino è frutto di ingegneria genetica e nanotecnologia, disegnata come operatrice in grado di connettersi direttamente con i computer, con i quali ha un'affinità speciale, ed è un qualcosa che influenza anche il suo comportamento nei confronti degli altri. Infatti Ruri è cresciuta in un laboratorio in cui le è stata impartita un'educazione essenziale, priva di informazioni superflue come quelle relative ai sentimenti ed alle interazioni sociali. Per buona parte dell'anime, si pensa che Ruri sia l'unica sopravvissuta di quegli esperimenti perpetrati dalla Nergal Corporation, benché in seguito verrà dimostrato il contrario.
Ruri è una talentuosa cantante, ed il suo migliore amico è Omoikane, il computer di bordo, a cui abitualmente si rivolge per consultarsi anche su argomenti relativi alla vita in generale. Dopo la guerra Ruri viene adottata da Yurika, e si trasferisce a vivere con lei e con il suo fidanzato, Akito, nel ristorante di lui. Dopo la morte di Akito e Yurika, la custodia di Ruri passerà ad Haruka Minato, un altro membro dell'equipaggio della Nadesico. Successivamente, Ruri si arruolerà di nuovo nei corpi militari per distrarsi dal dolore della perdita.
Nel film Mobile Battleship Nadesico the Movie - Il principe delle tenebre del 1998, che rappresenta il finale della serie, Ruri, che è tre anni più grande rispetto agli eventi raccontati nella serie televisiva, diventa capitano dell'astronave Nadesico-B (ed in seguito, Nadesico-C) ed è il personaggio principale della vicenda.

## Sviluppo
Secondo Keiji Gotoh, la versione cinematografica di Ruri è stato il personaggio più facile da lui mai disegnato, ed il suo concept "gli è venuto in mente subito". Dan Kanemitsu, l'adattatore in inglese di Mobile Battleship Nadesico, ha notato che la frase di Ruri "baka bakka" è stata una delle frasi più difficili da tradurre dalla sua forma originale giapponese.
Il personaggio di Ruri, inaspettatamente divenne uno dei preferiti fra i fan degli anime che la considerano l'ideale del personaggio moe. per via del suo aspetto serioso e privo di espressione e per il suo carattere estremamente calmo e riflessivo, Ruri Hoshino è spesso paragonata a Rei Ayanami, protagonista di Neon Genesis Evangelion, al punto che il critico culturale giapponese Hiroki Azuma è convinto chela creazione di Ruri è stata direttamente influenzata da Rei.

## Doppiatori
In Mobile Battleship Nadesico, Ruri Hoshino è doppiata in giapponese da Omi Minami, in inglese da Kira Vincent-Davis, in spagnolo da Azucena Rodriguez, in portoghese da Fernanda Bolara mentre in italiano da Gemma Donati nella serie e da Patrizia Mottola nel film.

## Apparizioni
- Mobile Battleship Nadesico (1997) - Manga
- Mobile Battleship Nadesico (1996-1997) - Serie TV Anime
- Mobile Battleship Nadesico the Movie - Il principe delle tenebre (1998) - Film

## Accoglienza
Ruri ha ricevuto il premio Anime Grand Prix della rivista Animage come miglior personaggio femminile del 1996 e 1998, classificandosi rispettivamente al terzo e al primo posto. Retrospettivamente, la rivista Famitsū l'ha classificata come la ventitreesima eroina più famosa degli anime degli anni '90.